# A.W. Holt
Alvin William Holt, detto A.W. (Jackson, 26 agosto 1946), è un ex cestista statunitense, professionista nella NBA.

## Carriera
Firmò un contratto da free agent con i Chicago Bulls il 15 settembre del 1970. Con i Bulls giocò 6 partite segnando 0,7 punti in 2,3 minuti di media, prima di essere tagliato il 26 gennaio del 1971.